# Sólo pro dva
Sólo pro dva (v anglickém originále All of Me) je americká filmová komedie z roku 1984. Režisérem filmu je Carl Reiner. Hlavní role ve filmu ztvárnili Steve Martin, Lily Tomlin, Victoria Tennant, Madolyn Smith Osborne a Richard Libertini.

## Děj
Nespokojený osmatřicetiletý právník Roger Cobb (Martin) chodí s dcerou svého šéfa a je také začínajícím jazzovým kytaristou. Obtížná, výstřední milionářka Edwina Cutwaterová (Tomlinová) je od dětství upoutána na lůžko. Edwina, která si najala Rogerovu advokátní kancelář na správu svého majetku, ho požádá, aby provedl neobvyklé závěrečné úpravy její závěti.
Poté, co Edwina zjistila, že umírá, požádala o pomoc kulturně šokovaného mystika jménem Prahka Lasa (Richard Libertini), který ovládá tajemství přenosu lidských duší. Domluví se s krásnou mladou ženou Terry Hoskinsovou (Victoria Tennantová). Edwina chce svou vlastní duši umístit do Terryho uvolněného těla, aby mohla konečně zažít mládí a zdraví. Terry, která vyjadřuje nespokojenost s hmotným světem, nechá svou duši vypustit do vesmíru. Roger má změnit Edwininu závěť tak, aby Terry jako Edwinino budoucí já byla její jedinou dědičkou. Není překvapením, že Roger považuje celý plán za "banán".
Edwina umírá v advokátní kanceláři. Přenos duše se podaří, ale miska, v níž je dočasně uložena její duše, vypadne z okna a zasáhne Rogera. Roger skončí s duší Edwiny ve svém těle. Ona ovládá pravou stranu jeho těla a on levou. Kvůli ní přijde o přítelkyni i o práci. Kromě toho, že Roger může slyšet její myšlenky, mluví s Edwininým obrazem, který se objevuje v zrcadlech a jiných odrazových plochách. Jejich vztah se postupně otepluje, ale oba chtějí Edwinu dostat ze svého těla. Terry je mezitím šokována zjištěním, že přenos duše skutečně funguje, protože přiznává, že s ním souhlasila jen proto, aby získala Edwinino jmění. Terry se snaží Rogerovi zabránit v nalezení gurua tím, že ho pošle na letiště s letenkou, ale když se svatý muž opět nečekaně objeví, odmítá spolupracovat.
Roger přislíbí, že s pomocí guru pomůže Edwině přenést se do Terryho těla, jak bylo původně plánováno. Spolu s Tyronem Wattellem (Jason Bernard), Rogerovým slepým přítelem a kolegou hudebníkem, se vydávají za členy kapely a vplíží se na večírek, který Terry pořádá ve svém sídle, nově zděděném po zesnulé Edwině.
Guru Prahka úspěšně přenese Edwinina ducha zpět do mísy, ale když se Roger pokusí donutit Terryho, aby se mísy dotkl, hodí ji do vědra s vodou a Edwina se přenese do tekutiny. Prahka mu vysvětlí, že musí opravit promáčknutou mísu, aby mohl její duši znovu přenést. Terry přivolá ochranku, aby Rogera i s vědrem zadržela. Roger uteče a vodu nalije do džbánu, který dá do úschovy Tyronovi.
Roger se nechá chytit s vědrem, které naplnil obyčejnou vodou. Terry se však objeví se džbánem, který vyprázdní do záhonu. V domnění, že Edwina je navždy ztracena, Roger sklíčeně bloudí po sídle, zatímco večírek pokračuje až do noci.
Když se znovu setká s Tyronem, Roger zjistí, že jeho přítel, který si spletl vodu s ginem, se napil ze džbánu dříve, než si ho Terry vzal, a přenesl tak Edwinu do svého těla. Guru Prahka po opravě mísy pošle Edwinu zpět do Rogera.
Roger, Prahka a Tyrone se vplíží do Terryiny ložnice, aby se pokusili o další přenos, ale ona se s nimi setká u dveří s nabitou zbraní. Má v úmyslu Rogera zabít a vydávat ho za vetřelce, ale Rogerovi se podaří získat převahu. V průběhu zápasu je ohrožen život dalšího hosta, který vyhrožuje, že zavolá policii. Vyjde najevo, že nespokojenost se světem, o níž Terry mluvila, zahrnovala i bohatý kriminální rejstřík, a než aby šla na doživotí do vězení jako "třikrát trestaný smolař", Terry raději souhlasí s tím, aby její duše byla umístěna do těla jejího oblíbeného koně a aby se Edwina usídlila v jejím těle, jak bylo původně plánováno. Závěrečný záběr ukazuje Rogera a Edwinu (která nyní přebývá v Terryině těle), jak spolu tančí.

## Obsazení
| Steve Martin          | Roger Cobb      |
| Lily Tomlin           | Edwina Cutwater |
| Victoria Tennant      | Terry Hoskins   |
| Madolyn Smith Osborne | Peggy Schuyler  |
| Richard Libertini     | Prahka Lasa     |
| Dana Elcar            | Burton Schuyler |
| Jason Bernard         | Tyrone Wattell  |
| Selma Diamond         | Margo           |

## Ocenění
Steve Martin a Lily Tomlin byli za své role v tomto filmu nominováni na Zlatý glóbus.